# Erik Svensson (biskop)
Erik Svensson  (förekommer under latinska namnformen Ericus Suenonis kallas även Ericus Svenske och Erik Kyn), född troligen på 1470-talet, död mellan 1532 och 1541, var en biskop i Åbo stift.
Erik Svenssons föräldrar är okända, men han kom från trakterna av Linköping. Han var student vid Greifswalds universitet 1498 och återkom till Sverige 1503–1504, varpå han var verksam vid Hemming Gadhs kansli. 1504 eller 1505 reste han åter utomlands och kallas därefter magister. 1505 utsågs han till dekan i Linköping och var då samtidigt kyrkoherde i Gamleby, och Kalmar. Han biträdde Hemming Gadh vid belägringen av Kalmar 1506–1509 med undantag för uppdrag som sändebud i Skåne 1507 och en längre resa samma år då han besökte Danzig och andra hansestäder. 1509 reste han till Rom och inskrevs på återfärden därifrån vid Rostocks universitet. 1510–1512 var han Hemming Gadhs biträde under dennes tid som sändebud i Lübeck, varpå han på nytt vistades i Rom 1513. 1513–1517 innehade Erik Svensson Sankt Sigfrids prebende i Åbo. Han var 1514–1517 Sten Sture den yngres sändebud vid påvestolen och bedrev under tiden juridiska studier och erhöll senast 1515 en licentiat i kanonisk rätt. På återresan utnämndes han 1517 av den legaten Arcimboldi i Lübeck till påvlig emissarie i Linköpings stift. Under sin tid i Rom tycks han ha kommit i konflikt med Gustaf Trolle som även han vistades där och kom i den 1515 uppblossade konflikten mellan ärkebiskop och riksföreståndare att ställa sig på Sten Stures sida. 1519 utbröt dock en konflikt mellan Erik Svensson och Sten Sture, varvid Sten Sture åtalade Erik Svensson för att ha misskött sitt uppdrag som påvligt sändebud. Det ledde till att han 1520 anslöt sig till unionssidan och under sommaren samma år fungerade han som Gustaf Trolles ställföreträdare i Uppsala och på sensommaren befann han sig på Västerås slott, varifrån han rapporterade till Kristian II och ondgjorde sig över de ännu kvarvarande unionsmotståndarna. Då Gustav Vasas upprorshärar 1521 trängde in i Östergötland tog Erik Svensson sin tillflykt till Stegeholm, där han deltog i försvaret. Troligen anslöt han sig redan samma år till upprorsmännen, och blev 1523 Gustav Vasas kansler. Han avträdde dock som kansler redan samma år sedan han valts till biskop i Åbo stift. 1527 frånträdde han sitt biskopsämbete för att återgå till en post som dekan i Linköping. Han var vid denna tid bosatt i Gamleby.  Erik Svensson var från 1523 och åtminstone ännu 1531 medlem av riksrådet. Han innehade 1527–1528 Stäkeholms län och 1531–1532 Tuna län som förläning.